# Cicognolo
Cicognolo là một đô thị ở tỉnh Cremona, vùng Lombardia của Italia, có vị trí cách khoảng 90 km về phía đông nam của Milan và khoảng 14 km về phía đông bắc của Cremona. Tại thời điểm ngày 31 tháng 12 năm 2004, đô thị này có dân số 867 người và diện tích là 7,0 km².
Cicognolo giáp các đô thị: Cappella de' Picenardi, Pescarolo ed Uniti, Pieve San Giacomo, Vescovato.